# Osbornellus dabeki
Osbornellus dabeki är en insektsart som beskrevs av Ghauri 1980. Osbornellus dabeki ingår i släktet Osbornellus och familjen dvärgstritar. Inga underarter finns listade i Catalogue of Life.